# Iuri Paramoșkin
Iuri Paramoșkin (n. 3 noiembrie 1937 în Elektrostal, Rusia) este un jucător de hochei pe gheață pensionat din Liga de Hockey Sovietică. A jucat pentru FC Dinamo Moscova.